# Lista de estádios asiáticos por capacidade
Este artigo lista os maiores estádios do continente asiático de acordo com sua capacidade total. A lista inclui estádios com capacidade total superior a 40 000 espectadores considerando não somente estádios de futebol, mas também estádios desportivos que utilizam o retângulo do jogo. Este artigo considera somente estádios localizados em países que fazem parte da Confederação Asiática de Futebol.
Ver também outros estádios:
- Lista dos maiores estádios de futebol do mundo

## Lista dos maiores estádios asiáticos
| #  | Estádio                                 | Capacidade | Cidade     | País      | Inauguração | Equipe mandante                                                           |
| -- | --------------------------------------- | ---------- | ---------- | --------- | ----------- | ------------------------------------------------------------------------- |
| 1  | Estádio Olímpico de Guangdong           | 80.012     | Guangzhou  | China     | 2001        | Nenhuma                                                                   |
| 2  | Estádio Nacional de Pequim              | 80.000     | Pequim     | China     | 2008        | Nenhuma                                                                   |
| 3  | Estádio de Shanghai                     | 72.000     | Shanghai   | China     | 1997        | Shanghai Shenhua Football Club                                            |
| 4  | Estádio Salt Lake                       | 68.000     | Calcutá    | Índia     | 1984        | Seleção Indiana de Futebol, East Bengal FC, Mohammedan SC, Mohun Bagan AC |
| 5  | Centro Olímpico de Desportos de Nanjing | 61.443     | Nanjing    | China     | 2005        | Jiangsu Football Club                                                     |
| 6  | Estádio Jawaharlal Nehru                | 60.254     | Deli       | Índia     | 1982        | Seleção Indiana de Futebol                                                |
| 7  | Estádio Nacional Morodok Techo          | 60.000     | Phnom Penh | Camboja   | 2021        | Seleção Cambojana de Futebol                                              |
| 7  | Estádio Olímpico de Cheniangue          | 60.000     | Cheniangue | China     | 2008        | Nenhuma                                                                   |
| 9  | Centro Esportivo Olímpico de Chongqing  | 58.680     | Chongqing  | China     | 2004        | Nenhuma                                                                   |
| 10 | Tianhe Stadium                          | 58.500     | Guangzhou  | China     | 1987        | Guangzhou Football Club                                                   |
| 11 | Estádio Centro Olímpico de Tianjin      | 54.696     | Tianjin    | China     | 2007        | Tianjin Jinmen Tiger Football Club                                        |
| 12 | Wuhan Stadium                           | 54.357     | Wuhan      | China     | 2002        | Wuhan Three Towns Football Club                                           |
| 13 | Estádio Yellow Dragon                   | 52.672     | Hancheu    | China     | 2000        | Hangzhou Greentown Football Club                                          |
| 14 | Estádio Hong Kong                       | 40.000     | Hong Kong  | Hong Kong | 1953        | Seleção Honconguesa de Futebol                                            |

1. ↑  Nanjing Olympic Sports Center arquitecto: Populous